# Échangeur de la porte de la Chapelle
L'échangeur de la porte de la Chapelle est un échangeur autoroutier situé sur le boulevard périphérique de la ville de Paris en France.

## Histoire
Les travaux ont commencé en octobre 1964 et l'échangeur a été mis en service en octobre 1966.

## Descriptif

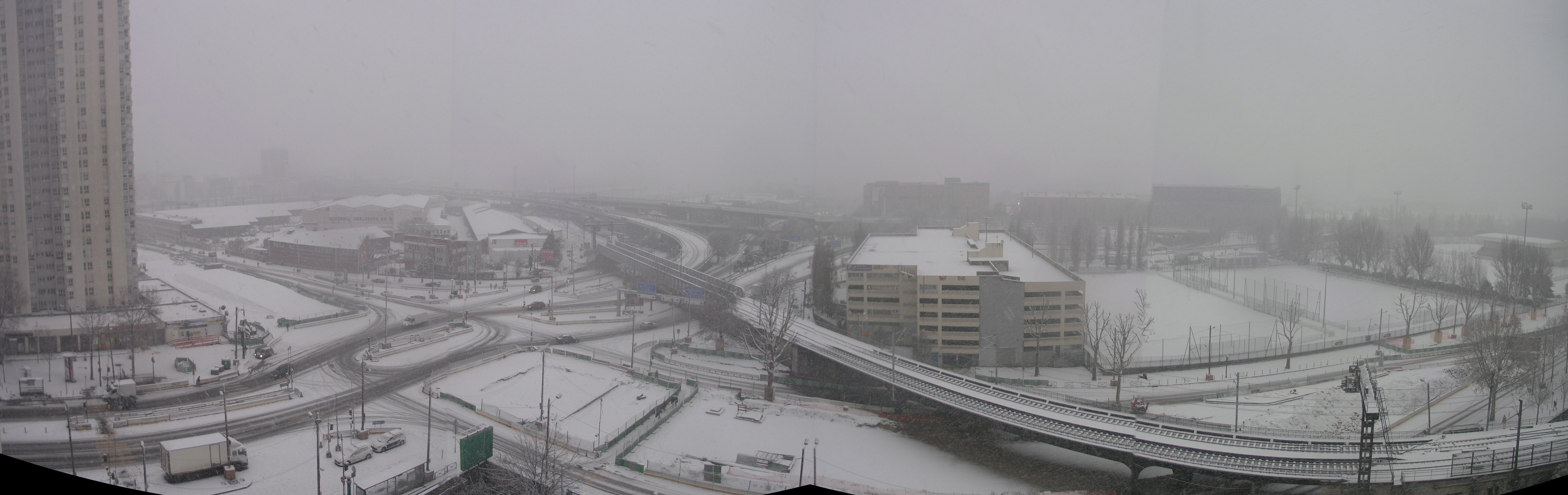
L'échangeur de la porte de la Chapelle, sous la neige, en 2010. La tour La Sablière est à gauche.

L'échangeur de la porte de la Chapelle est un échangeur de 4,500 km de voies de raccordement qui s'entrecroisent à trois niveaux différents sur une surface de huit hectares. Il comporte au total 12 ouvrages de largeur et de portée variables.
L'autoroute A1, au nord de l'échangeur, également dénommée Autoroute du Nord, reliant Paris à Lille, se raccorde au boulevard périphérique par deux groupes de bretelles. Les bretelles de raccordement au périphérique extérieur en entrée et sortie sont situées sur le niveau supérieur. La bretelle raccordant le périphérique intérieur en sortie vers l'autoroute est située en niveau intermédiaire. La bretelle raccordant l'autoroute en entrée sur le périphérique intérieur constitue le niveau bas. La voirie locale est constituée par la route nationale 1 au nord, dénommée avenue du Président-Wilson, est traversante et se raccorde au périphérique par des bretelles spéciales. Le faisceau de bretelles se raccorde au sud sur la rue de la Chapelle et sur le boulevard Ney.

## Cinéma
La construction de l'échangeur est visible dans les films Deux ou trois choses que je sais d'elle de Jean-Luc Godard et Les Aventuriers de Robert Enrico (tous deux sortis en 1967).